# 蔡承向
蔡承向（1570年—1598年），字葵心，湖廣長沙府攸縣人，明朝政治人物。

## 生平
蔡承向出生時父親夢見家塾懸掛一道對聯：「屋漏見天一點文，光射牛斗無耦句。」長大後就學，父親把對聯告訴他，他立刻回答：「家貧徹骨幾行，書債付兒孫。」之後他成萬曆二十二年（1594年）的舉人，二十六年（1598年）中進士，暫住處的書室佈滿蜘蛛網，詢問後才知道是主人亡子讀書地方，他強求進入，一進門就看到父親告訴他的對聯，檢閲遺稿發現都是自己的入學、鄉試、會試文章，驚懼得即時閉門離開，當晚生病，自知命不久矣，派人寄送詩歌給家人：「藥不靈兮疾不瘳，功名事業兩皆休，生前姓字標金榜，死後文章付玉樓，流水落花隨我去，夕陽芳草使人愁，可憐子幼親年老，恨殺英雄不到頭。」發函時恐怕傷親人的心，把「親年老」改作「妻年少」，父親讀後初感憤怒，後又感到傷心，湘潭李騰芳、長沙莊天合為他寫下祭文，並資助其喪事。

## 引用
1. 1 2  同治《攸縣志·卷五十五·外紀》：蔡承向，字葵心，生時父夢家塾懸聯云：「屋漏見天一點文，光射牛斗無耦句。」稍長就傅，父示以夢中語，即應聲云：「家貧徹骨幾行，書債付兒孫。」後登賢書，赴萬厯戊戌會試，榜發獲雋，居停主人一書室，扃閉多年蛛網垂垂戶牖，間詢知為主人亡兒讀書處，向強求啟之，入視璧上聯即前語，檢閲塵几遺稿，入泮鄉會墨皆在焉，駭然汗下急鍵戶而出，是夜疾作，自知不起，遣急足歸里，寄家人詩云：「藥不靈兮疾不瘳，功名事業兩皆休，生前姓字標金榜，死後文章付玉樓，流水落花隨我去，夕陽芳草使人愁，可憐子幼親年老，恨殺英雄不到頭。」發函時恐傷親心，改「親年老」作「妻年少」，父開緘讀之，怒觸而罷哀，湘潭李尚書騰芳、長沙【莊】侍郎天合為文悼之，賻歸其喪。
2. ↑  同治《攸縣志·卷三十六·選舉》：進士……明……萬厯戊戌科趙秉忠榜 蔡承向……舉人……（萬曆）甲午科 蔡承向 萬厯丙子，見甲科
3. ↑  《萬曆二十六年戊戌科進士履历》：蔡承向，葵心，書二房，庚午十二月十二日生。攸县人，甲午三十名，会六十七名，三甲一百七十二名。礼部政，本年卒。曾祖国信。祖伯，庠生。父思武，庠生冠带。